# Riplingham
Riplingham – osada w Anglii, w hrabstwie East Riding of Yorkshire. Leży 15 km na zachód od miasta Hull i 254 km na północ od Londynu.